# Pietro Antonio Di Capua
Pietro Antonio Di Capua (* 1513 in Neapel; † Januar 1579 in Otranto) war ein italienischer katholischer Erzbischof und apostolischer Nuntius.

## Leben

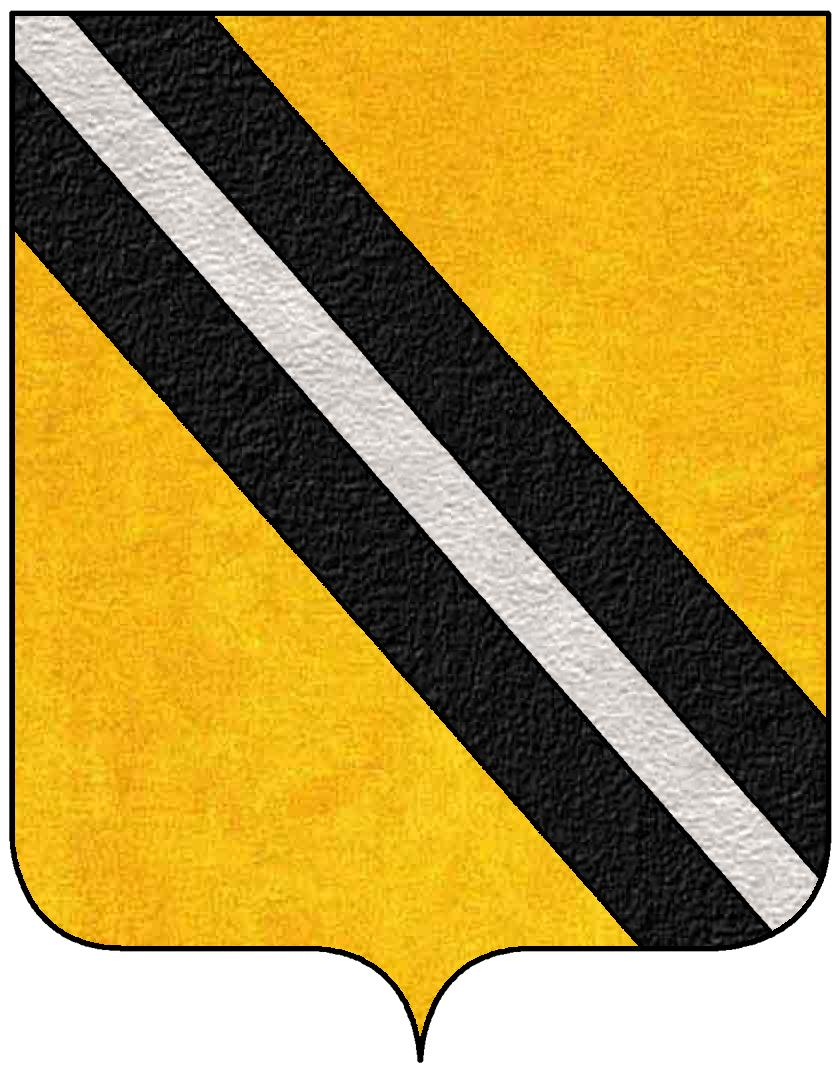
Wappen der Familie Di Capua

Pietro Antonio Di Capua war der zweite Sohn von Annibale Di Capua und Lucrezia Arcamone. Die Familie Di Capua war eine Adelsfamilie des Königreichs Neapel mit großen Ländereien in den Abruzzen, Kampanien und Apulien. Der älteste Sohn Vincenzo war Herzog von Termoli, während sein anderer Bruder Giovanni Tommaso Marquese von Torre di Francolise war.
Pietro Antonio schloss sein humanistisches Studium bei Baldassarre Aquila ab und studierte Theologie und Kirchenrecht. Danach begann er seine kirchliche Laufbahn und kam in der zweiten Hälfte der dreißiger Jahre mit dem neapolitanischen mystisch-religiösen Kreis in Kontakt, der sich um die Figur des Theologen Juan de Valdés versammelte, wo er unter anderem Gian Francesco Alois, Giovanni Morone, Giulia Gonzaga, Pietro Carnesecchi und Vittore Soranzo traf.
Am 22. März 1536 wurde er von Papst Paul III. zum Erzbischof von Otranto ernannt. Diesen Sitz hatte zuvor sein Onkel Fabrizio inne und von dem erbte er auch dessen Vergünstigungen. Er behielt seine Residenz in Neapel, ernannte seinen Auxiliar zum Bischof von Shkodra und begann die Verfahren zur Heiligsprechung der Märtyrer von Otranto, der 1480 von den Türken getöteten Einwohner von Otranto (am 12. Mai 2013 von Papst Franziskus heiliggesprochen). Er besuchte weiterhin den Kreis der Valdéser und im Juli 1541 assistierte er Valdés in den letzten Momenten seines Lebens. Der spirituelle Kreis löste sich mit dem Tod des spanischen Theologen nicht auf; er bestand in Neapel unter dem Einfluss von Juan de Villafranca weiter, während andere Valdés-Studenten in verschiedene Städte zogen oder sich dort niederließen, neue Beziehungen knüpften und miteinander in Kontakt blieben. Di Capua ließ sich in Rom nieder, wo er Kardinal Reginald Pole besuchte und heterodoxe oder lutherische Intellektuelle wie Alvise Priuli, Diego de Enzinas, Girolamo Donzellini, Marcantonio Flaminio und Vittore Soranzo um sich scharte. Er stellte Guido Giannetti als seinen Sekretär ein, der ihn mit lutherischen Büchern versorgte, die er nach Erhalt der Genehmigung der Kurie las, wobei er die Initiative mit der Notwendigkeit begründete, sich über die tatsächlichen Positionen des deutschen Reformators zu informieren.
Gerade als der Häretiker Antonio Brucioli ihm sein Commento zum Evangelium widmete, wurde Di Capua von Papst Paul III. zusammen mit anderen Geistlichen nach Trient geschickt, um die Eröffnung des Konzils zu organisieren. Auf der Reise, die er zusammen mit Giannetti unternahm, machte er Halt in Mantua – seine Familie war mit den Gonzaga verwandt – und dann in Venedig, wo er Carnesecchi wiedersah. In Trient traf er u. a. die Kardinäle Cristoforo Madruzzo, Giovanni Morone und Reginald Pole sowie die Brüder Andrea Ghetti und Bernardo Bartoli. Ihre gemeinsame aus den Paulusbriefen entnommene Überzeugung – und in Bezug auf die Lehre der Kirche ketzerisch – war die Überlegenheit des Einflusses des Heiligen Geistes im Gewissen des Christen gegenüber den von der Kirche festgelegten Glaubensgeboten.
Bei der x-ten Verschiebung des Konzils reiste Di Capua im September 1543 nach Rom zurück. Hier verwickelte ihn Ende 1545 die Verhaftung von Diego de Enzinas, die Entdeckung der Existenz seiner Gruppe lutherischer Freunde, die Unauffindbarkeit von Giannetti, den er einige Zeit in Rom versteckt hatte und der dann nach Venedig floh, zusammen mit den Nachrichten über seine heterodoxen Gespräche in Trient in ernsthafte Schwierigkeiten und die Inquisition leitete eine Untersuchung gegen ihn ein.
1549 wurde Papst Paul III. von Julius III. abgelöst. Erzbischof Di Capua und seine mächtige Familie ergriffen Maßnahmen, um die Ernennung eines Kardinals zu erreichen, und drängten Kaiser Karl V. selbst zur Unterstützung ihres von der Kurie abgelehnten Anliegens. Im Jahr 1553 informierte Papst Julius III. Karl V. über die laufenden Ermittlungen gegen Di Capua und beschloss, unter Berücksichtigung des inquisitorischen Verfahrens, an dem auch Kardinal Morone und die Bischöfe Soranzo und Grimani beteiligt waren, nicht gegen die vier Geistlichen vorzugehen. Er ließ den Kaiser wissen, dass die Ketzerei von Erzbischof Di Capua erwiesen sei, er ihm aber lediglich eine Buße befohlen habe, wobei er den Schutz, den Karl V. ihm gewährte, berücksichtigte.
Nach dem Aufstieg des Inquisitors Giovanni Pietro Carafa im Jahr 1555 zum Papst ließ er Kardinal Morone verhaften und seinen Prozess wieder aufnehmen. Di Capua verließ Rom, um sich in der relativen Sicherheit seines Familienbesitzes aufzuhalten. Nachdem er gebeten worden war, in Rom zu erscheinen, um in Morones Prozess auszusagen, weigerte er sich im Vertrauen auf die kaiserliche Unterstützung für diese Unmäßigkeit. Als Papst Paul IV. 1559 starb, bestieg Papst Pius IV. den Thron und entlastete Kardinal Morone, selbst Di Capua wurde rehabilitiert, obwohl er den Kontakt zu alten Freunden wie Carnesecchi aufrechterhielt, auch wenn in weiten Teilen der Kurie das Misstrauen gegen ihn fortbestand. 1562 wurde er eingeladen an den letzten Sitzungen des Konzils von Trient teilzunehmen.
Im Konzil setzte er sich einerseits dafür ein, die Vorschläge der Progressiven für eine rigorose Disziplinarreform zu akzeptieren, um den Skandalen des Klerus ein Ende zu setzen, andererseits bemühte er sich im Einvernehmen mit den Konservativen, die päpstliche und kuriale Autorität nicht zu untergraben, bis hin zum Konflikt mit den französischen Reformern, die im Geiste des Gallikanismus eine größere Autonomie der nationalen Kirchen von Rom forderten. So konnte er am Ende des Konzils das Vertrauen von Papst Pius IV. genießen und nicht einmal die Bekenntnisse seines alten Glaubensgenossen Gian Francesco Alois, der ihn vor seinem Tod auf dem Scheiterhaufen in Neapel als lutherischen Ketzer bezeichnete, konnte ihn diskriminieren. 1564 schloss er sein Studium in utroque iure ab und 1565 wurde er zum apostolischen Nuntius in Venedig ernannt.
Eine neue Turbulenz verursachte jedoch im Januar 1566 die Wahl des Inquisitors Antonio Michele Ghislieri zum Papst. Nachdem er seine Beziehungen zu Pietro Carnesecchi und dem ehemaligen Sekretär Guido Giannetti in Venedig wieder aufgenommen hatte, widerrief der Papst im März seine Nuntiatur und berief ihn nach Rom zurück, während seine beiden alten Freunde verhaftet und nach Rom überstellt wurden. Di Capua vermied es in Rom aufzutauchen und reiste in seine Erzdiözese Otranto.
Giannetti und Carnesecchi standen beide vor Gericht, als Di Capua im September 1567 auf der Synode von Otranto die vom Konzil genehmigten neuen Regeln umsetzte. Nach der Enthauptung Carnesecchis hielt er sich zwischen Rom, wo er auch Papst Pius V. traf, und Neapel auf. Im Jahre 1575 erhielt er vom neuen Papst Gregor XIII. die Bestätigung, dass sein Neffe Annibale Di Capua bei seinem Tod die vielen Vergünstigungen erbt und den Titel Erzdiözese von Neapel erhielt.
Danach zog er sich nach Otranto zurück, wo er im Januar 1579 starb und in der Kathedrale der Stadt beigesetzt wurde.